# Línea 409 (Montevideo)

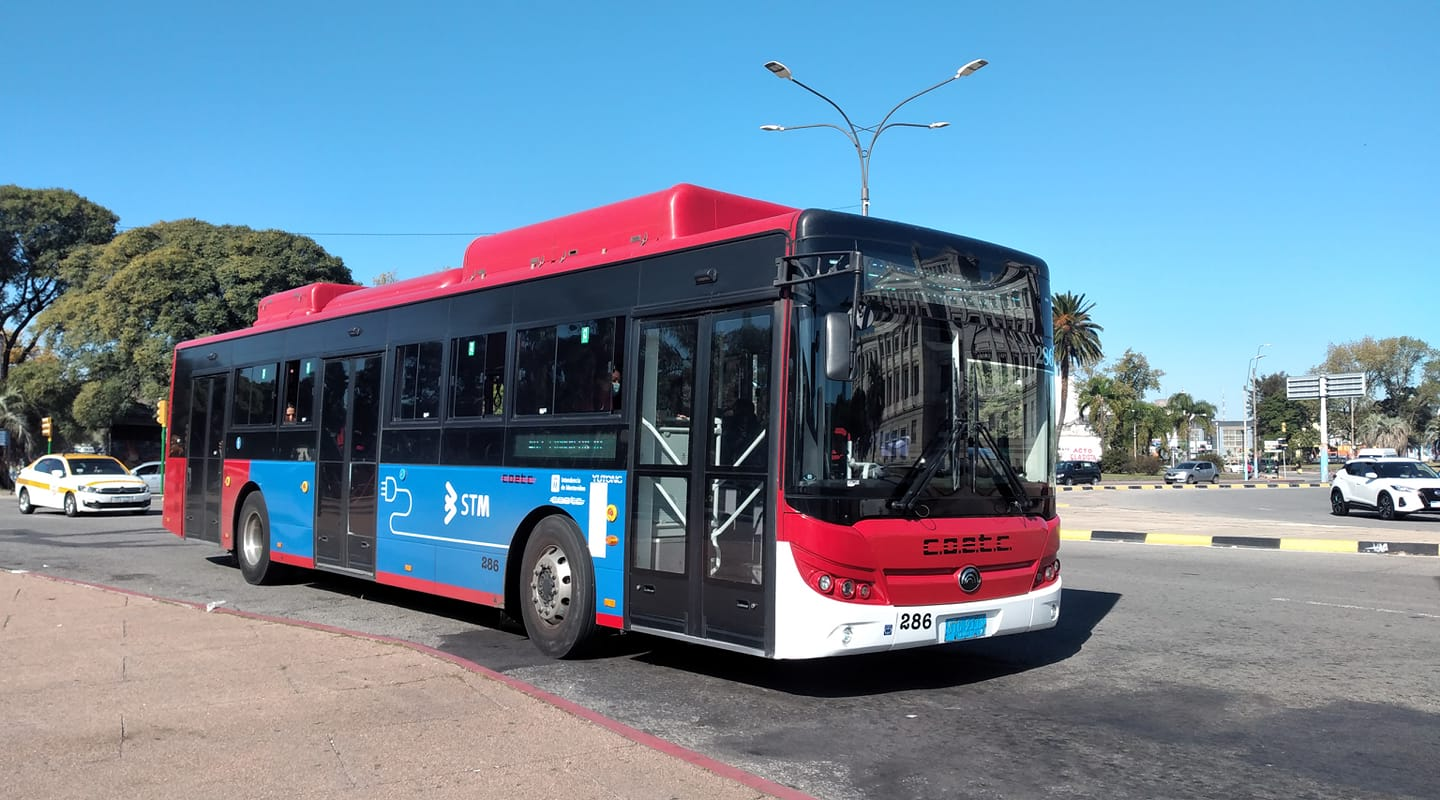
Línea 409 sobre la Avenida de las Leyes.

La línea 409 de la red de transporte urbano de Montevideo une la Plaza España con el Sanatorio Saint Bois, el Aeropuerto de Melilla o la Unidad Agroalimentaria Metropolitana.

## Características
En agosto de 2023 el Departamento de Movilidad anunció la extensión de la línea hacia la Unidad Agroalimentaria. Esta nueva extensión significaría por otra parte la disminución de los servicios hacia el Aeropuerto de Melilla.

## Recorridos

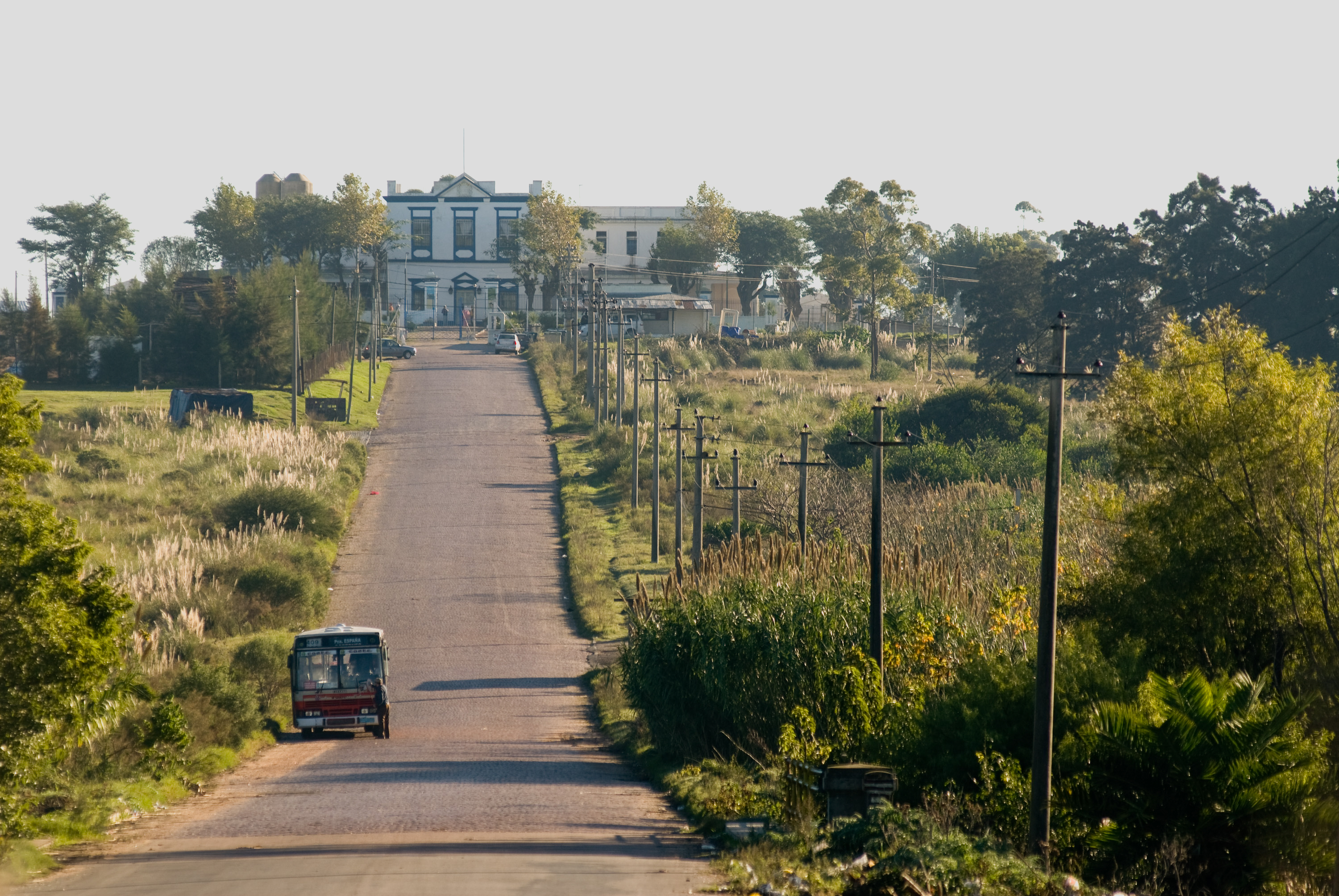
Línea 409 en La Tablada

Circula por los barrios Ciudad Vieja, Barrio Sur, Palermo, Cordón, Aguada, Bella Vista, Prado, Paso Molino, Belvedere, Nuevo París, Sayago, Conciliación, Verdisol, Los Bulevares y Lezica.
| Plaza España - UAM |

| Ida - Plaza España - Camacuá - Brecha - Buenos Aires - Liniers - Ciudadela - Maldonado - Minas - Plaza de los Treinta y Tres - Minas - Mercedes - Avenida Daniel Fernández Crespo - Avenida de las Leyes - Avenida Agraciada - San Quintín - Avenida Eugenio Garzón - Islas Canarias - Yugoeslavia - Carlos María de Pena - Vittorio Veneto - Islas Canarias - Alberto Gómez Ruano - María Orticochea - Juan Bautista Saa - Avenida Millán - Camino Francisco Lecocq - Mario Arregui - Verdisol - Camino Melilla - Camino Luis Eduardo Pérez - Unidad Agroalimentaria Metropolitana | Vuelta - Camino Luis Eduardo Pérez - Camino Melilla - Mario Arregui - Camino Francisco Lecocq - Avenida Millán - Juan Bautista Sáa - María Orticochea - Alberto Gómez Ruano - Islas Canarias - Vittorio Veneto - Carlos María de Pena - Yugoeslavia - Islas Canarias - Corredor Garzón - José Llupes - Avenida Agraciada - Avenida de las Leyes - Madrid - Magallanes - Miguelete - Arenal Grande - Avenida Uruguay - Eduardo Acevedo - Colonia - Magallanes - Plaza de los Treinta y Tres - Magallanes - Soriano - Florida - Canelones - Camacuá - Plaza España |

| Plaza España - Aeropuerto |

| Ida - Plaza España - (Ruta habitual) - Islas Canarias - Yugoeslavia - Carlos María de Pena - Vittorio Veneto - Islas Canarias - Alberto Gómez Ruano - María Orticochea - Juan Bautista Saa - Avenida Millán - Camino Francisco Lecocq - Mario Arregui - Verdisol - Camino Melilla - Pinta - Avenida Lezica - Camino Melilla - Aeropuerto Internacional de Melilla | Vuelta - (Aeropuerto de Melilla) - Camino Melilla - Avenida Lezica - Pinta - Camino Melilla - Mario Arregui - Camino Francisco Lecocq - Avenida Millán - Juan Bautista Sáa - María Orticochea - Alberto Gómez Ruano - Islas Canarias - Vittorio Veneto - Carlos María de Pena - Yugoeslavia - Islas Canarias - (Ruta habitual) - Plaza España |

| Plaza España - Sanatorio |

| - Plaza España - (Ruta habitual) - Islas Canarias - Yugoeslavia - Carlos María de Pena - Vittorio Veneto - Islas Canarias - Alberto Gómez Ruano - María Orticochea - Juan Bautista Saa - Avenida Millán - Camino Francisco Lecocq - Mario Arregui - Verdisol - Camino Melilla - Pinta - Avenida Lezica - Guanahany - Camino Fauquet - Vehícular Peatonal - Hospital Saint Bois | Vuelta - Hospital - Guanahany - Gutemberg - Veraguas - Avenida Lezica - Pinta - Camino Melilla - Mario Arregui - Camino Francisco Lecocq - Avenida Millán - Juan Bautista Sáa - María Orticochea - Alberto Gómez Ruano - Islas Canarias - Vittorio Veneto - Carlos María de Pena - Yugoeslavia - Islas Canarias - (Ruta habitual) - Plaza España |

### Destinos intermedios
Ida
1. Verdisol (Mario Arregui y Calle 1)

Vuelta
1. Paso Molino (Avenida Agraciada y Pablo Zufriategui)
2. Palacio de la Luz (Paraguay y General Pacheco)
3. Palacio Legislativo (Avenida de las Leyes y Guatemala)
4. Plaza de los Treinta y Tres (Magallanes y Avenida 18 de Julio)
5. Ejido (Soriano y Ejido)